# Cololejeunea foliicola
Cololejeunea foliicola là một loài Rêu trong họ Lejeuneaceae. Loài này được S.C. Srivast. & G. Srivast. mô tả khoa học đầu tiên năm 1989.